# 張恩壽
張恩壽（?—?），江蘇省丹徒縣人，清朝政治人物、進士出身。
光緒三十年，會試第35名；殿試登進士二甲56名，后授以主事分部學習。后進入日本法政大學速成班第五科。